# Dylan Smit
Dylan Smit is een Nederlands voetballer die als aanvaller voor SC Cambuur speelt.

## Carrière
Dylan Smit speelde in de jeugd van VV Winsum en SC Cambuur. Hij debuteerde voor SC Cambuur op 28 oktober 2020, in de met 2-2 gelijkgespeelde bekerwedstrijd tegen RKC Waalwijk die uiteindelijk na penalty's werd gewonnen door Cambuur. Hij kwam in de 79e minuut in het veld voor Alex Bangura.

### Statistieken
| Seizoen                        | Club           | Land           | Competitie     | Competitie | Competitie | Beker | Beker | Totaal | Totaal |
| Seizoen                        | Club           | Land           | Competitie     | Wed.       | Dlp.       | Wed.  | Dlp.  | Wed.   | Dlp.   |
| ------------------------------ | -------------- | -------------- | -------------- | ---------- | ---------- | ----- | ----- | ------ | ------ |
| 2020/21                        | SC Cambuur     | Nederland      | Eerste divisie | 0          | 0          | 1     | 0     | 1      | 0      |
| Carrièretotaal                 | Carrièretotaal | Carrièretotaal | Carrièretotaal | 0          | 0          | 1     | 0     | 1      | 0      |
| Bijgewerkt op 10 november 2020 |                |                |                |            |            |       |       |        |        |